# Табурец, Игорь Иванович
Игорь Иванович Табурец (укр. Ігор Іванович Табурець; род. 6 декабря 1973, Черкассы, Украинская ССР, СССР) — украинский политический и государственный деятель. Председатель Черкасской областной госадминистрации с 1 марта 2022 года.

## Биография
Родился 6 декабря 1973 года в Черкассах. О его детстве и юности ничего не известно.
Табурец работал советником предыдущего председателя Черкасской областной государственной администрации Александра Скичко. Также он служил в Главном управлении разведки Министерства обороны Украины в звании генерал-майора.
1 марта 2022 года, Президент Украины Владимир Зеленский назначил Игоря Табурца на должность председателя Черкасской областной государственной администрации.